# 中华新闻报
《中华新闻报》是中华全国新闻工作者协会于1993年5月5日主办的中央级媒体。2009年，在融资的尝试失败后，因长期亏损，加上体制僵化，当年8月28日《中华新闻报》发布了停刊清算公告，使该报纸成为了首个倒闭的中国大陆中央级报纸。